# Fritz Walter-medál
A Fritz Walter-medál egy minden évben kiosztott labdarúgódíj, amelyet a Német labdarúgó-szövetség oszt ki a fiatal labdarúgók között. Nevét Fritz Walterről kapta, aki az 1954-ben világbajnoki címet nyert nyugatnémet válogatott csapatkapitánya volt. A német labdarúgás történetének egyik legendás alakja.

## A nyertesek listája

### 2005
Forrás
|       | U19-esek                                  | U18-asok                              | U17-esek                             | Nők                                         |
| Arany | Florian Müller (FC Bayern München)        | Marc-André Kruska (Borussia Dortmund) | Sergej Evljuskin (VfL Wolfsburg)     | Anja Mittag (1. FFC Turbine Potsdam)        |
| Ezüst | Manuel Neuer (FC Schalke 04)              | Sören Halfar (Hannover 96)            | Daniel Halfar (1. FC Kaiserslautern) | Patricia Hanebeck (FCR 2001 Duisburg)       |
| Bronz | Eugen Polanski (Borussia Mönchengladbach) | Kevin-Prince Boateng (Hertha BSC)     | Sebastian Tyrała (Borussia Dortmund) | Célia Okoyino da Mbabi (SC 07 Bad Neuenahr) |

### 2006
Forrás
|       | U19-esek                                  | U18-asok                              | U17-esek                               | Nők                                 |
| Arany | Kevin-Prince Boateng (Hertha BSC)         | Sergej Evljuskin (VfL Wolfsburg)      | Lars Bender (TSV 1860 München)         | Anna Blässe (FF USV Jena)           |
| Ezüst | Robert Fleßers (Borussia Mönchengladbach) | Alexander Eberlein (TSV 1860 München) | Marko Marin (Borussia Mönchengladbach) | Nadine Keßler (1. FC Saarbrücken)   |
| Bronz | Daniel Adlung (SpVgg Greuther Fürth)      | José-Alex Ikeng (VfB Stuttgart)       | Sven Bender (TSV 1860 München)         | Stefanie Draws (FFV Neubrandenburg) |

### 2007
Forrás
|       | U19-esek                         | U18-asok                                | U17-esek                            | Nők                                     |
| Arany | Benedikt Höwedes (FC Schalke 04) | Marko Marin (Borussia Mönchengladbach)  | Patrick Funk (VfB Stuttgart)        | Babett Peter (1. FFC Turbine Potsdam)   |
| Ezüst | Manuel Konrad (SC Freiburg)      | Eric Maxim Choupo-Moting (Hamburger SV) | Konstantin Rausch (Hannover 96)     | Katharina Baunach (FC Bayern München)   |
| Bronz | Jérôme Boateng (Hamburger SV)    | Stefan Reinartz (Bayer 04 Leverkusen)   | Nils Teixeira (Bayer 04 Leverkusen) | Bianca Schmidt (1. FFC Turbine Potsdam) |

### 2008
Forrás
|       | U19-esek                             | U18-asok                                  | U17-esek                             | Nők                           |
| Arany | Dennis Diekmeier (Werder Bremen)     | Toni Kroos (FC Bayern München)            | Manuel Gulde (TSG 1899 Hoffenheim)   | Jana Burmeister (FF USV Jena) |
| Ezüst | Florian Jungwirth (TSV 1860 München) | Sebastian Rudy (VfB Stuttgart)            | Lennart Hartmann (Hertha BSC)        | Kim Kulig (VfL Sindelfingen)  |
| Bronz | Marcel Risse (Bayer 04 Leverkusen)   | Richard Sukuta-Pasu (Bayer 04 Leverkusen) | Shervin Radjabali-Fardi (Hertha BSC) | Valeria Kleiner (SC Freiburg) |

### 2009
Forrás
|       | U19-esek                         | U18-asok                               | U17-esek                                         | Nők                                   |
| Arany | Lewis Holtby (FC Schalke 04)     | Marco Terrazzino (TSG 1899 Hoffenheim) | Mario Götze (Borussia Dortmund)                  | Marina Hegering (FCR 2001 Duisburg)   |
| Ezüst | Konstantin Rausch (Hannover 96)  | Sören Bertram (Hamburger SV)           | Reinhold Yabo (1. FC Köln)                       | Alexandra Popp (FCR 2001 Duisburg)    |
| Bronz | André Schürrle (1. FSV Mainz 05) | Felix Kroos (Hansa Rostock)            | Marc-André ter Stegen (Borussia Mönchengladbach) | Marozsán Dzsenifer (1. FFC Frankfurt) |

### 2010
Forrás
|       | U19-esek                             | U18-asok                            | U17-esek                          | Nők                                      |
| Arany | Peniel Mlapa (TSV 1860 München)      | Mario Götze (Borussia Dortmund)     | Timo Horn (1. FC Köln)            | Svenja Huth (1. FFC Frankfurt)           |
| Ezüst | Stefan Bell (1. FSV Mainz 05)        | Reinhold Yabo (1. FC Köln)          | Andre Hoffmann (MSV Duisburg)     | Ramona Petzelberger (SC 07 Bad Neuenahr) |
| Bronz | Shervin Radjabali-Fardi (Hertha BSC) | Matthias Zimmermann (Karlsruher SC) | Kolja Pusch (Bayer 04 Leverkusen) | Kyra Malinowski (SG Essen-Schönebeck)    |

### 2011
Forrás
|       | U19-esek                                         | U18-asok                           | U17-esek                              | Nők                                 |
| Arany | Marc-André ter Stegen (Borussia Mönchengladbach) | Julian Draxler (FC Schalke 04)     | Emre Can (FC Bayern München)          | Johanna Elsig (Bayer 04 Leverkusen) |
| Ezüst | Matthias Zimmermann (Karlsruher SC)              | Sonny Kittel (Eintracht Frankfurt) | Robin Yalçın (VfB Stuttgart)          | Luisa Wensing (FCR 2001 Duisburg)   |
| Bronz | Kevin Volland (TSV 1860 München)                 | Markus Mendler (1. FC Nürnberg)    | Odiszéasz Vlahodímosz (VfB Stuttgart) | Melanie Leupolz (SC Freiburg)       |

### 2012
Forrás
|       | U19-esek                          | U18-asok                           | U17-esek                      | Nők                              |
| Arany | Antonio Rüdiger (VfB Stuttgart)   | Matthias Ginter (SC Freiburg)      | Leon Goretzka (VfL Bochum)    | Lena Lotzen (FC Bayern München)  |
| Ezüst | Andre Hoffmann (MSV Duisburg)     | Thomas Pledl (TSV 1860 München)    | Max Meyer (FC Schalke 04)     | Lina Magull (FSV Gütersloh 2009) |
| Bronz | Patrick Rakovsky (1. FC Nürnberg) | Dominik Kohr (Bayer 04 Leverkusen) | Pascal Itter (1. FC Nürnberg) | Sara Däbritz (SC Freiburg)       |

### 2013
Forrás
|       | U19-esek                           | U18-asok                             | U17-esek                      | Nők                              |
| Arany | Matthias Ginter (SC Freiburg)      | Kevin Akpoguma (TSG 1899 Hoffenheim) | Timo Werner (VfB Stuttgart)   | Melanie Leupolz (SC Freiburg)    |
| Ezüst | Yannick Gerhardt (1. FC Köln)      | Joshua Kimmich (RB Leipzig)          | Julian Brandt (VfL Wolfsburg) | Sara Däbritz (SC Freiburg)       |
| Bronz | Dominik Kohr (Bayer 04 Leverkusen) | Anthony Syhre (Hertha BSC)           | Donis Avdijaj (FC Schalke 04) | Franziska Jaser (Bayern München) |

### 2014
Forrás
|       | U19-esek                      | U18-asok                             | U17-esek                              | Nők                                     |
| Arany | Niklas Stark (1. FC Nürnberg) | Julian Brandt (Bayer 04 Leverkusen)  | Benedikt Gimber (TSG 1899 Hoffenheim) | Sara Däbritz (SC Freiburg)              |
| Ezüst | Max Meyer (FC Schalke 04)     | Levin Öztunali (Bayer 04 Leverkusen) | Damir Bektic (Hertha BSC)             | Pauline Bremer (1. FFC Turbine Potsdam) |
| Bronz | Joshua Kimmich (RB Leipzig)   | Jonas Föhrenbach (SC Freiburg)       | Timo Königsmann (Hannover 96)         | Jasmin Sehan (VfL Wolfsburg)            |

### 2015
Forrás
|       | U19-esek                           | U17-esek                           | Nők                                     |
| Arany | Jonathan Tah (Bayer 04 Leverkusen) | Felix Passlack (Borussia Dortmund) | Pauline Bremer (1. FFC Turbine Potsdam) |
| Ezüst | Timo Werner (VfB Stuttgart)        | Niklas Dorsch (FC Bayern München)  | Nina Ehegötz (1. FC Köln)               |
| Bronz | Lukas Klostermann (RB Leipzig)     | Constantin Frommann (SC Freiburg)  | Laura Freigang (TSV Schott Mainz)       |

### 2016
Forrás
|       | U19-esek                                | U17-esek                          | Nők                               |
| Arany | Benjamin Henrichs (Bayer 04 Leverkusen) | Gian-Luca Itter (VfL Wolfsburg)   | Nina Ehegötz (1. FC Köln)         |
| Ezüst | Philipp Ochs (TSG 1899 Hoffenheim)      | Kai Havertz (Bayer 04 Leverkusen) | Anna Gerhardt (FC Bayern München) |
| Bronz | Maximilian Mittelstädt (Hertha BSC)     | Arne Maier (Hertha BSC)           | Tanja Pawollek (1. FFC Frankfurt) |

### 2017
Forrás
|       | U19-esek                           | U17-esek                           | Nők                                  |
| Arany | Salih Özcan (1. FC Köln)           | Jann-Fiete Arp (Hamburger SV)      | Jana Feldkamp (SGS Essen)            |
| Ezüst | Aymen Barkok (Eintracht Frankfurt) | Manuel Mbom (Werder Bremen)        | Janina Minge (SC Freiburg)           |
| Bronz | Gökhan Gül (Fortuna Düsseldorf)    | Lars Lukas Mai (FC Bayern München) | Sophia Kleinherne (1. FFC Frankfurt) |

### 2018
Forrás
|       | U19-esek                          | U17-esek                                 | Nők                                  |
| Arany | Kai Havertz (Bayer 04 Leverkusen) | Noah Katterbach (1. FC Köln)             | Tanja Pawollek (1. FFC Frankfurt)    |
| Ezüst | Arne Maier (Hertha BSC)           | Oliver Batista-Meier (FC Bayern München) | Sophia Kleinherne (1. FFC Frankfurt) |
| Bronz | Manuel Wintzheimer (Hamburger SV) | Luca Unbehaun (Borussia Dortmund)        | Lena Oberdorf (SGS Essen)            |

### 2019
Forrás
|       | U19-esek                        | U17-esek                     | Nők                            |
| Arany | Nicolas Kühn (AFC Ajax)         | Karim Adeyemi (FC Liefering) | Klara Bühl (SC Freiburg)       |
| Ezüst | Josha Vagnoman (Hamburger SV)   | Jordan Meyer (VfB Stuttgart) | Lena Oberdorf (SGS Essen)      |
| Bronz | Yann Aurel Bisseck (1. FC Köln) | Lazar Samardžić (Hertha BSC) | Gia Corley (FC Bayern München) |

### 2020
Forrás
|       | U19-esek                      | U17-esek                         | Nők                            |
| Arany | Noah Katterbach (1. FC Köln)  | Florian Wirtz (Bayer Leverkusen) | Lena Oberdorf (VfL Wolfsburg)  |
| Ezüst | Kevin Ehlers (Dynamo Dresden) | Torben Rhein (Bayern München II) | Gia Corley (FC Bayern München) |
| Bronz | Frederik Jäkel (RB Leipzig)   | Luca Netz (Hertha BSC)           | Carlotta Wamser (SGS Essen)    |

### 2021 és 2022
A 2020 novemberétől a Covid19-pandémia miatt törölték a korosztályos bajnokságokat, így 2021-ben nem osztották ki a díjat. A DFB úgy döntött, hogy 2022-től egyformán odaítéli a díjat az U19-es és az U17-es korosztályos fiatal játékosoknak. A 2021 és 2022-es díjakat is 2022 végén osztották ki.

#### 2021
|       | U19-esek (férfi)                    | U17-esek (férfi)                      | U19-esek (nő)                            | U17-esek (nő)                       |
| Arany | Karim Adeyemi (Borussia Dortmund)   | Youssoufa Moukoko (Borussia Dortmund) | Jule Brand (VfL Wolfsburg)               | Clara Fröhlich (Bayer Leverkusen)   |
| Ezüst | Ansgar Knauff (Eintracht Frankfurt) | Linus Gechter (Hertha BSC)            | Julia Kassen (VfL Wolfsburg)             | Vanessa Diehm (TSG 1899 Hoffenheim) |
| Bronz | Noah Atubolu (Freiburg)             | Anton Kade (Basel)                    | Sophie Weidauer (1. FFC Turbine Potsdam) | Cora Zicai (Freiburg)               |

#### 2022
|       | U19-esek (férfi)                     | U17-esek (férfi)                   | U19-esek (nő)                          | U17-esek (nő)                         |
| Arany | Florian Wirtz (Bayer Leverkusen)     | Nelson Weiper (Mainz 05)           | Lisanne Gräwe (Bayer Leverkusen)       | Jella Veit (Eintracht Frankfurt)      |
| Ezüst | Luca Netz (Borussia Mönchengladbach) | Laurin Ulrich (VfB Stuttgart)      | Carlotta Wamser (Eintracht Frankfurt)  | Mara Alber (TSG 1899 Hoffenheim)      |
| Bronz | Robert Wagner (Freiburg)             | Tarek Buchmann (Bayern München II) | Sarah Mattner-Trembleau (First Vienna) | Mathilde Janzen (TSG 1899 Hoffenheim) |